# Silvia Cartwright
Pour les articles homonymes, voir Cartwright.
Silvia Rose Cartwright, née Poulter le 7 novembre 1943 à Dunedin, est une magistrate néo-zélandaise. Elle est gouverneur général de Nouvelle-Zélande du 4 avril 2001 au 4 août 2006.

## Biographie
Après un diplôme de droit à l'université d'Otago en 1967, elle exerce plusieurs années dans le secteur privé avant d'intégrer un tribunal de première instance qu'elle est la première femme à présider en 1989. Première femme également à accéder au poste de juge à la Haute Cour de Nouvelle-Zélande en 1993, elle est nommée en 2001 gouverneur général de Nouvelle-Zélande par la reine Élisabeth II. Dix-huitième personne à occuper la fonction, elle est également la deuxième femme après Dame Catherine Tizard (1990-1996).
Elle est élevée au grade de Dame commandeur dans l'ordre de l'Empire britannique en 1989. Elle est également faite Compagnon principal dans l'ordre du Mérite de Nouvelle-Zélande en 2001 et reçoit la médaille du Queen's Service Order en 2006 à l'issue de son mandat de gouverneure. Elle est enfin Dame de justice du Très vénérable ordre de Saint-Jean.
Membre du comité de l'ONU chargé de veiller à l’application de la Convention sur l’élimination de toutes les formes de discrimination à l’égard des femmes, elle est de 2007 à 2014 l'une des juges internationaux à siéger au sein des Chambres extraordinaires au sein des tribunaux cambodgiens (CETC).